# Абдулкасімово
Абдулкасі́мово (рос. Абдулкасімово, башк. Әбделғасим) — присілок у складі Учалинського району Башкортостану, Росія. Входить до складу Кунакбаєвської сільської ради.
Населення — 15 осіб (2010; 17 в 2002).
Національний склад:
- башкири — 100%